# Nguyễn Đức Khương
Nguyễn Đức Khương là một chuyên gia tài chính người Việt. Ông là người Việt đầu tiên được lọt vào top 10 (xếp ở vị trí thứ 7 ) chuyên gia kinh tế trẻ hàng đầu của thế giới do dự án RePEc bầu chọn tháng 1/2016, và là một trong hai chuyên gia kinh tế Việt Nam có tên trong top 5% kinh tế gia hàng đầu thế giới cũng do dự án RePEc bầu chọn tháng 8/2017. (Xem thêm phần Nghiên cứu để biết thêm về xếp hạng theo dự án RePEc) Ông hiện là Giáo sư tài chính, Giám đốc điều hành Trường Kinh doanh Léonard de Vinci (EMLV Business School, AACSB/AMBA/EFMDa, Paris La Defense) và Giám đốc Phát triển quốc tế của Tổ hợp đại học Léonard de Vinci (De Vinci Higher Education), Pháp.
Ông là Chủ tịch Tổ chức Khoa học và Chuyên gia Việt Nam toàn cầu (AVSE Global) từ 2011 đến nay, Chủ tịch Hội Tài chính quốc tế Việt Nam - VFAI (2012-2014). Ngoài ra, ông cũng là thành viên Ban quản trị Hội Tài chính châu Á - Asian Finance Association (2014-2016) và thành viên Tổ tư vấn kinh tế của Thủ tướng Chính phủ Nguyễn Xuân Phúc từ Tháng 7 năm 2017.

## Sự nghiệp
Nguyễn Đức Khương sinh tại Sóc Sơn, Hà Nội. Ông tốt nghiệp thủ khoa Đại học Thương Mại Hà Nội năm 2000 chuyên ngành Quản trị doanh nghiệp. Ông hoàn thành chương trình Thạc sỹ Quản trị tài chính năm 2001 và bảo vệ thành công xuất sắc luận án Tiến sỹ về Tài chính các thị trường mới nổi năm 2005, tại trường Đại học Grenoble Alpes, Cộng hòa Pháp. Ông bảo vệ thành công luận án HDR (Accreditation to Supervise Research) năm 2009 tại Đại học Cergy-Pontoise. Năm 2013, ông tham gia khóa học về Lãnh đạo phát triển tại Harvard Kennedy School (Mỹ).
Từ tháng 9/2023, ông đến công tác tại Trường Kinh doanh Léonard de Vinci (EMLV Business School, Paris La Defense) với vai trò là Giáo sư tài chính, Giám đốc điều hành, đồng thời đảm nhiệm vị trí Giám đốc Phát triển quốc tế của Tổ hợp đại học Léonard de Vinci (De Vinci Higher Education), Pháp.
Trước đó, ông đến làm việc tại Trường Kinh doanh IPAG từ tháng 1 năm 2013 với công việc là Giáo sư Tài chính kiêm Phó giám đốc phụ trách nghiên cứu. Ông cũng từng là giảng viên Tài chính và Chủ nhiệm khoa Tài chính và Hệ thống thông tin tại Trường kinh doanh ISC Paris (2006-2012), trợ giảng Tài chính tại Trường Kinh doanh EM Lyon (2003-2005) và tại Viện Kinh doanh Grenoble - IAE Grenoble School of Management (2005-2006).
Ông Khương là cộng tác viên nghiên cứu tại Trung tâm Nghiên cứu kinh tế Sorbonne (Centre d'Economie de la Sorbonne), thuộc ĐH Paris 1 Panthéon-Sorbonne (2011-2014). Bên cạnh đó ông cũng tham gia cộng tác giảng dạy và nghiên cứu tại nhiều đại học khác tại Anh, Ba Lan, Mỹ, Tây Ban Nha, Việt Nam...Đặc biệt, ông là Phó trưởng ban chỉ đạo Chương trình Thu hút học giả của Đại học Quốc gia Hà Nội đặt tại Khoa Quốc tế, với mục đích phát huy kinh nghiệm, năng lực, trí tuệ của các học giả đang làm việc tại các trường đại học, cơ sở nghiên cứu khoa học uy tín trên thế giới để đóng góp cho sự phát triển kinh tế - xã hội của đất nước.
Ông sáng lập và tham gia sáng lập một số hội thảo tài chính quốc tế ở Pháp và Việt Nam: Paris Financial Management Conference, Vietnam Symposium in Banking and Finance, Vietnam International Conference in Finance.

## Nghiên cứu
Lĩnh vực nghiên cứu chính của ông là thị trường tài chính mới nổi, tài chính năng lượng, mô hình biến động và quản lý rủi ro ở các thị trường vốn quốc tế. Ông có nhiều bài viết đăng trên nhiều tạp chí chuyên ngành và đa ngành như European Journal of Operational Research, Energy Economics, Energy Policy, Journal of Banking and Finance, Journal of Economic Dynamics and Control, Journal of International Money and Finance, Journal of Macroeconomics, Macroeconomic Dynamics, Review of International Economics, và The World Economy.
Hiện ông tham gia Hội đồng biên tập (Editor, Subject Editor, Associate Editor) nhiều tạp chí chuyên ngành về kinh tế - tài chính quốc tế như Annals of Operations Research, International Journal of Emerging Markets, Journal of Forcasting, Emerging Markets Review, Finance Research Letters, International Review of Financial Analysis, Journal of International Financial Markets, Institutions, and Money, Research in International Business and Finance, European Management Review.
Ông cũng xuất bản nhiều sách tham khảo và chuyên khảo như:
- "Handbook of Energy Finance: Theories, Practices and Simulations", Stéphane Goutte and Duc Khuong Nguyen (Eds.), World Scientific Publishing, 2020.
- "Handbook of Global Financial Markets: Transformations, Dependence, and Risk Spillovers", Sabri Boubaker and Duc Khuong Nguyen (Eds.), World Scientific Publishing, 2019.
- "Corporate Social Responsibility, Ethics and Sustainable Prosperity", Sabri Boubaker and Duc Khuong Nguyen (Eds.), World Scientific Publishing, 2019.
- "Research Handbook of Investing in the Triple Bottom Line", Sabri Boubaker, Douglas Cumming, and Duc Khuong Nguyen (Eds.), Edward Elgar Publishing, 2018.
- "Research Handbook of Finance and Sustainability", Sabri Boubaker, Douglas Cumming, and Duc Khuong Nguyen (Eds.), Edward Elgar Publishing, 2018.
- "Risk Management in Emerging Markets: Issues, Framework, and Modeling", Sabri Boubaker, Bonnie Buchanan, and Duc Khuong Nguyen (Eds.), Emerald Group Publishing, 2016.
- "Corporate Governance in Emerging Markets: Theories, Practices and Cases", Sabri Boubaker and Duc Khuong Nguyen (Eds.), Springer Verlag, 2014.
- "Emerging Markets and the Global Economy: A Handbook", Mohamed Arouri, Sabri Boubaker and Duc Khuong Nguyen (Eds.), Elsevier, 2013.
- "Corporate Governance: Recent Developments and New Trends", Sabri Boubaker, Bang D. Nguyen and Duc Khuong Nguyen (Eds.), Springer Verlag, 2012.

Một tờ báo của Pháp, l'Etudiant, có một phóng sự điều tra vào năm 2014, liên quan đến kỹ thuật viết và xuất bản hàng loạt các bài báo khoa học, như một dây chuyền công nghiệp, của Trường kinh doanh IPAG nhằm tăng thứ bậc của trường trong các bảng xếp hạng. Theo đó, ông Khương cho biết: "Luôn có ba hoặc bốn người trong chúng tôi trên một bài báo. Trong nhóm, tôi là người thiết kế bài báo. Tôi chủ yếu viết phần giới thiệu và kết luận, đồng thời tôi kiểm tra tính thống nhất giữa các phần. Phần còn lại được giao cho một hoặc nhiều nhà nghiên cứu, thường là từ ngoài trường, được chọn dựa trên chuyên môn và khả năng tôn trọng thời hạn của họ". Cũng theo phóng sự của báo l'Étudiant,  nhờ vào kỹ thuật trên mà ông Frédéric Teulon,  giám đốc IPAG, từ người không đăng một bài báo khoa học nào trước 2009 đã đăng 16 bài báo năm 2013. Ông Khương thì đăng được 11 bài báo vào năm này. Bản thân ông Teulon thì lọt vào top 1% các nhà kinh tế trên toàn thế giới năm 2014 theo dự án RePEc.

## Tư vấn

Nguyễn Đức Khương tại hội nghị thảo luận của AVSE Global năm 2018

Ông Khương cũng là thành viên của nhóm tư vấn điều phối tài chính châu Á (Asian Shadow Financial Regulatory Committee), tư vấn cho nhiều chính phủ châu Á như Nhật, Hàn Quốc, Philippines.

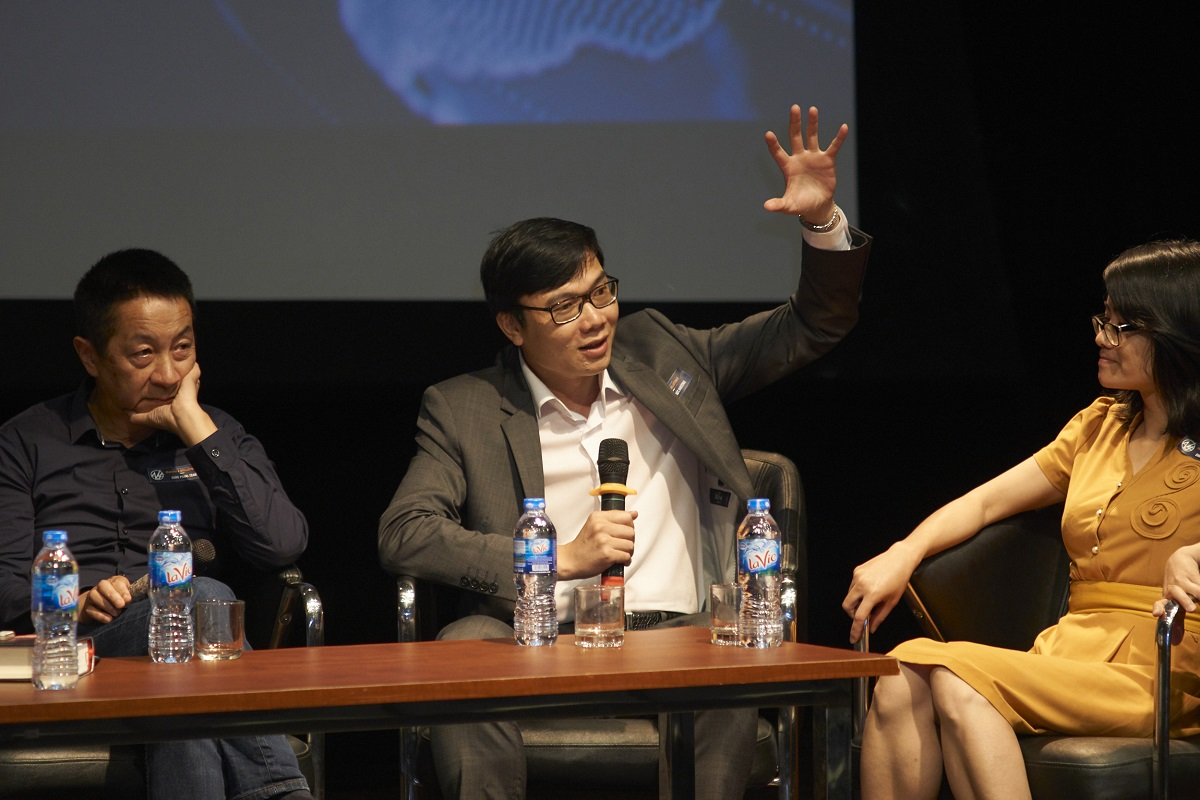
Nguyễn Đức Khương (giữa) tại Hội thảo AVSE, tháng 8 năm 2019 tại Hà Nội

Ngày 28 tháng 7 năm 2017, Tổ Tư vấn kinh tế của Thủ tướng Chính phủ Việt Nam Nguyễn Xuân Phúc nhiệm kì 2016-2021 được thành lập theo Quyết định 1120/QĐ-TTg, ông là một trong 15 thành viên.